# Tub de Thiele

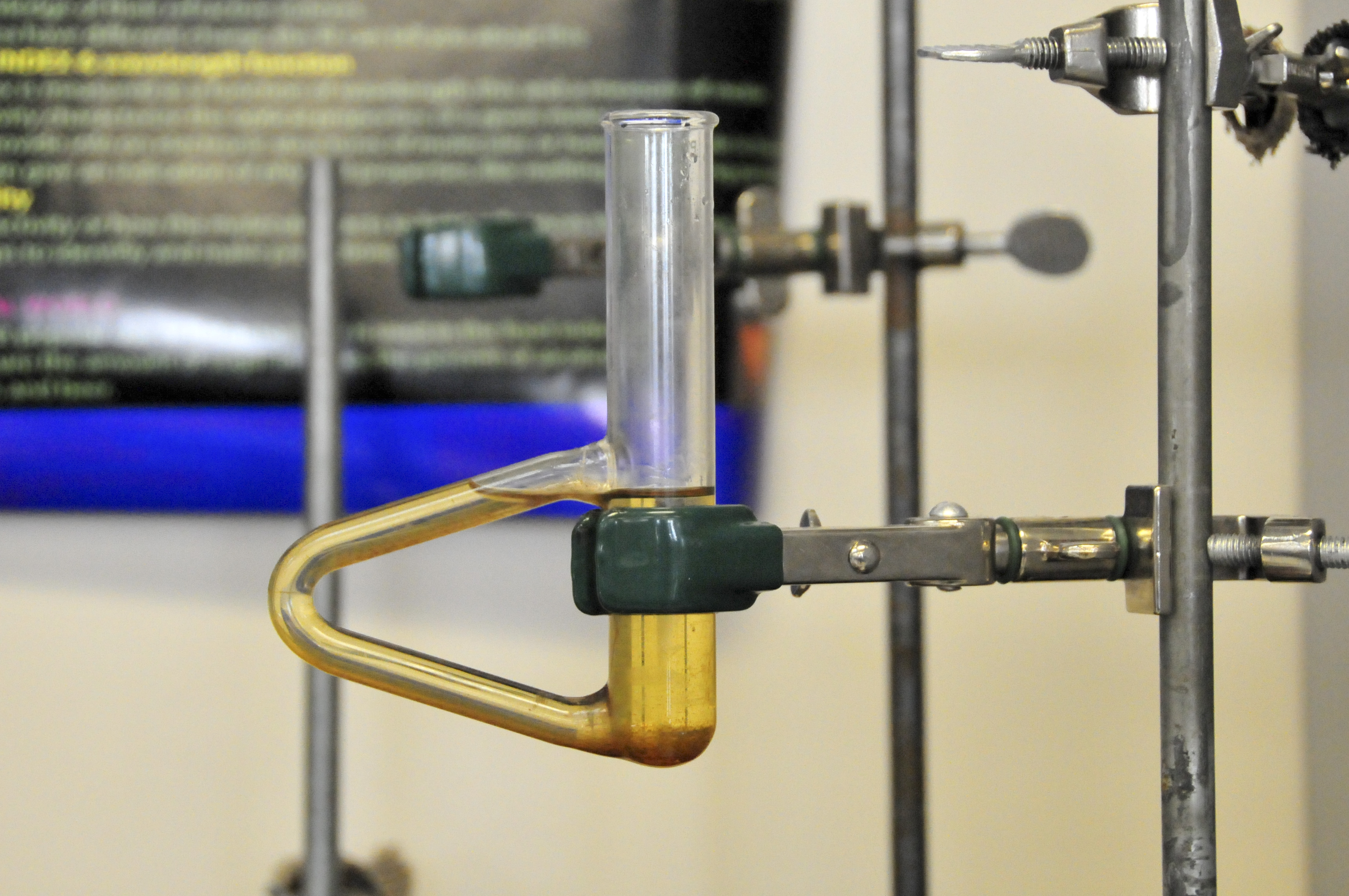
Tub de Thiele

El tub de Thiele, que deu el seu nom al químic alemany Johannes Thiele, és un estri de vidre dissenyat per contenir i escalfar un bany d'oli. S'utilitza per determinar la temperatura de fusió i d'ebullició d'una substància.

## Operació
L'oli s'aboca en el tub, i després la «nansa lateral» o «mànec» s'escalfa, ja sigui mitjançant una petita flama o algun element de calefacció. La forma particular del tub de Thiele permet que l'oli circuli gràcies al corrent de convecció format, que produeix un bany d'oli amb una temperatura gairebé uniforme.

## Determinació del punt de fusió
La mostra es tanca en un tub capil·lar tancat, juntament amb un termòmetre amb una banda de cautxú, que es troba immers en el tub. Quan s'inicia l'escalfament, es poden observar l'interval de temperatures per al qual es fon la mostra. Durant aquest escalfament, el punt en què s'observa la fusió, mentre la temperatura roman constant, és el punt de fusió de la mostra. Un mètode més modern utilitza un equip específic conegut com a aparell de punt de fusió.

## Determinació del punt d'ebullició
La mostra s'introdueix en un tub de fusió que s'uneix a un termòmetre amb una banda de goma, i es submergeix en el tub. Un capil·lar segellat obert per la seva part inferior es col·loca en el tub de fusió. El tub de Thiele s'escalfa, els gasos dissolts són alliberats per la primera mostra. Una vegada que la mostra comença a bullir, la calefacció s'atura, i la temperatura comença a caure. La temperatura a la qual s'aspira la mostra líquida en el capil·lar segellat és el punt d'ebullició de la mostra.